# Человек, который смеётся (опера)
«Человек, который смеётся» (фр. L'Homme qui rit) — опера Айрата Ишмуратова в двух действиях с прологом, премьера которой состоялась 31 Мая 2023 года в  Монреале
. Либреттист оперы — Бертранд Лавердю, сюжет создан по мотивам одноимённого романа Виктора Гюго. По ходу действия главный герой — Гуинплен, из ярмарочного актёра становится пэром Англии.

## Краткое содержание
Действие оперы происходит в Англии конца XVII — начала XVIII века. Группа  компрачикосов  пытается спастись на лодке от рук английских судебных властей, оставив на берегу мальчика. Однако вскоре они попадают в шторм, и корабль тонет. Преступники решают раскаяться в содеянном и в знак покаяния бросают в море бутылку с запиской, в которой признают свою вину. Тем временем на берегу мальчик, которого зовут Гуинплен, преодолев все трудности, спасает слепую девочку и вместе с ней встречает повозку странствующего артиста и философа Урсуса. Через пятнадцать лет Урсус становится приёмным отцом прекрасной девушки Деи и взрослого Гуинплена, которые влюбляются друг в друга. Фиби, юная помощница Урсуса , тайно в него влюбленная, помогает Урсусу в создании нового спектакля.  Вместе они путешествуют по Англии, участвуют в уличных театральных постановках. Вскоре выясняется, что Гуинплен (настоящее имя — Фермен Кленчарли) - наследник знатного рода, титул которого был лишен королем Иаковом II, а он , ребёнком, отдан компрачикосам. Вместе с титулом и поместьем к нему переходит и помолвка с невестой пера Дэвида, которой, волею судьбы, оказывается ветреная герцогиня Джозиана. Простодушный и добросердечный Гуинплен стремится поделиться со своим приёмным отцом новостью и деньгами, но ему все время препятствует интриган Баркильфедро. Последний сообщает Урсусу, что Гуинплен мёртв, и приказывает актёру покинуть Англию. Позже, выступив в Палате Лордов и окончательно разочаровавшись в издевающейся над ним аристократии, Гуинплен бежит из Лондона, чтобы встретиться с Деей, Урсусом и Фиби. Он находит их на отплывающем корабле. Хрупкое от болезни сердце Деи не выдерживает потрясения и она умирает у него на руках, а юноша от горя бросается в воду.

## Действующие лица
| Партия                                                                                                 | Голос         | Исполнитель на премьере 31 мая 2023 Дирижёр: Айрат Ишмуратов |
| --- | ------------- | ------------------------------------------------------------ |
| Гуинплен, ярмарочный актёр, 25 лет                                                                     | Баритон       | Хьюго Лапорт                                                 |
| Гуинплен, ребенок, 10 лет                                                                              | Сопрано       | Жанель Лусик                                                 |
| Дея, названая сестра и возлюбленная Гуинплена, 16 лет                                                  | Сопрано       | Магали Симар Гальд                                           |
| Урсус, бродячий актёр, лекарь , философ, 50 лет                                                        | Бас — Баритон | Марк Буше                                                    |
| Джозиан, герцогиня, 32 года                                                                            | Меццо-сопрано | Флоранс Бурже                                                |
| Лорд Давид, единокровный брат Гуинплена и жених Джозиан, 40 лет                                        | Тенор         | Антонио Фигуэроа                                             |
| Фиби, помощница Урсуса, 23 года                                                                        | Сопрано       | Софи Нобер                                                   |
| Баркильфедро, интриган, откупорщик океанских бутылок, 50 лет                                           | Баритон       | Жан-Франсуа Лапоинт                                          |
| жители деревни, зрители боксерского матча, зрители уличного спектакля в Лондоне, Лорды в Палате Лордов |               |                                                              |